# Fervaches
Fervaches foi uma comuna francesa na região administrativa da Normandia, no departamento Mancha. Estendia-se por uma área de 4,9 km². Em 2010 a comuna tinha 383 habitantes (densidade: 78,2 hab./km²).
Em 1 de janeiro de 2016, passou a formar parte da nova comuna de Tessy-Bocage.